# 大久保忠隣
大久保 忠隣（おおくぼ ただちか）は、戦国時代から江戸時代初期にかけての武将・譜代大名。相模小田原藩の初代藩主。父は大久保忠世、母は近藤幸正の娘。小田原藩大久保家初代。

## 生涯

### 家康の下での活躍
天文22年（1553年）、松平氏（徳川氏）の重臣・大久保忠世の長男として三河国額田郡上和田（愛知県岡崎市）で生まれる。
永禄6年（1563年）から徳川家康に仕え、永禄11年（1568年）に遠江堀川城攻めで初陣を飾り、敵将の首をあげる武功を立てた。これを皮切りに、家康の家臣として三河一向一揆、元亀元年（1570年）の姉川の戦い、元亀3年（1572年）の三方ヶ原の戦い、天正12年（1584年）の小牧・長久手の戦い、天正18年（1590年）の小田原征伐などに従軍し活躍した。三方ヶ原の合戦の折には、徳川軍が算を乱して潰走するなか、家康のそばを離れず浜松城まで随従したことから、その忠節を家康に評価され、奉行職に列した。
天正10年（1582年）の本能寺の変に際して家康の伊賀越えに同行、甲斐・信濃平定事業においても切り取った領国の経営に尽力した。このとき大久保長安も抜擢され、長安は忠隣のもとで辣腕を発揮し、忠隣から大久保の姓を与えられた。
天正14年（1586年）の家康上洛のときに従五位下治部少輔に叙任され、豊臣姓を下賜された。
家康の関東入国の折、武蔵国羽生2万石を拝領し、文禄2年（1593年）には家康の嫡男・徳川秀忠付の家老となる。文禄3年（1594年）に父・忠世が死去すると、家督を継ぐとともにその遺領を相続して相模国小田原6万5,000石の領主（のちに初代藩主）となる。慶長5年（1600年）の関ヶ原の戦い時には東軍の主力を率いた秀忠に従い中山道を進むが、途中の信濃国上田城に篭城する西軍の真田昌幸に対して、攻撃を主張して本多正信らと対立する（上田合戦）。
慶長6年（1601年）、上野高崎藩13万石への加増を打診されるが固辞した。慶長15年（1610年）には老中に就任し、第2代将軍・秀忠の政権有力者となる。

### 改易

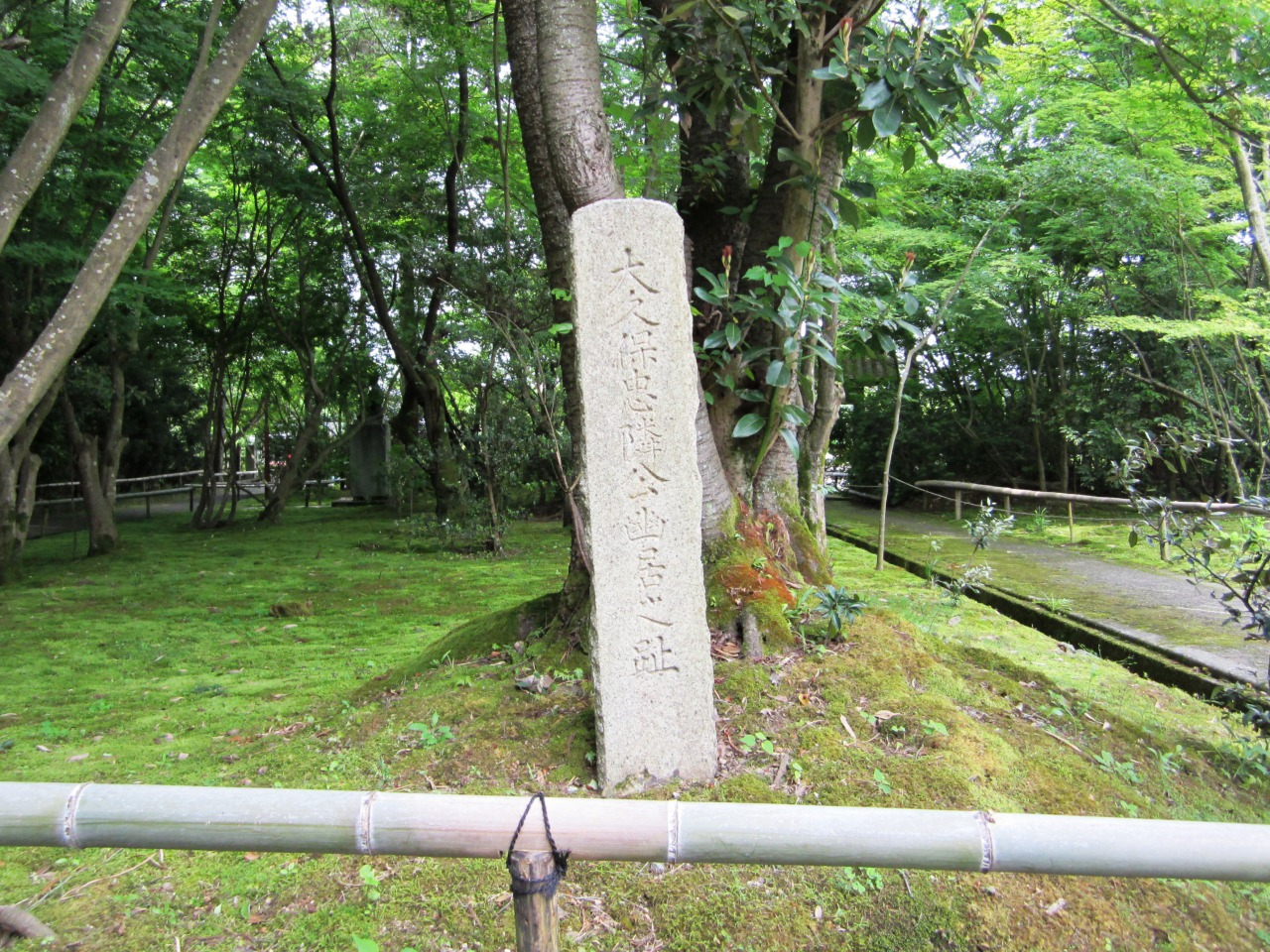
滋賀県彦根市龍潭寺境内の大久保忠隣幽居之跡

しかし慶長16年（1611年）10月10日に嫡男の大久保忠常を病で失うと、その権勢に陰りが見えはじめる。この際、幕府に無断で小田原まで弔問した者が閉門処分を受けている。嫡男の死に意気消沈した忠隣は、以後政務を欠席することがあり、家康の不興を買った。また、忠常死去後、秀忠が忠隣のために精進落としの宴を開こうとしたが、忠隣はこれを断り、他の老中の不興を買っている。
慶長18年（1613年）1月8日には山口重政が幕府の許可なく忠隣の養女を、子の重信に娶らせたとして改易になっている。この件は忠隣の発言として、以前に養女の実祖父・石川家成が婚姻の件を伝え許可を得たため、改めて自身が許可を得る必要はないとして、秀忠の許可を得ようとしなかったとある。幕府の決定を受けた忠隣は同月15日に甚だしく腹を立てたとあり、翌日に子とともに江戸城へ出仕している。また、同年4月には与力の大久保長安の死後、その不正蓄財が露見したことに関連して、長安の子が切腹させられる事件が発生している（大久保長安事件）。
このような状況下で、12月に江戸から駿府へ帰国する家康が、6日に到着した相模国中原に数日逗留後、13日に突如江戸へ引き返している。この理由として、『駿府記』には翌年に東金で鷹狩を行うためとある一方、『当代記』には前日に江戸から土井利勝が秀忠の使者として来たことと、旧穴山衆の浪人・馬場八左衛門が忠隣が謀反を企んでいると訴え出たことを理由としている。使者については、『石川正西聞見集』に秀忠より何度も使者が来たのが江戸引き返しの理由とあり、『駿府記』にも7日に板倉重宗が使者として来たとある。
その後、12月19日に忠隣は幕府からキリシタン追放の命を受け京へ上り、翌慶長19年（1614年）1月18日より伴天連寺の破却、信徒の改宗強制、改宗拒否者の追放を行っている。しかし翌日に突如改易を申し渡された。居城の小田原城は本丸を除き破却され、2月2日には前年に無嗣断絶した大久保忠佐の居城三枚橋城も破却された。その後、忠隣は近江国に配流され、井伊直孝に御預けの身となった。このとき、栗太郡中村郷に5,000石の知行地を与えられている。3月1日には忠隣は天海を通じて弁明書を家康に提出し、家康はこれを見るも特に反応は返していない。3月15日には堀利重が連座して改易になっている。
その後、出家して渓庵道白と号し、寛永5年（1628年）6月27日に死去した。享年75。将軍家の許しが下ることはついになかった。
改易の理由について、『駿府記』には先述の無断婚姻を、『当代記』はこれに加え馬場の訴状を挙げているが、馬場を不肖の者として全くの虚言としている。なお『駿府記』には、2月1日に土井利勝が家康と面会した際に、忠隣と親しい者が多くいることに秀忠が腹を立てていると報告している。これに応じて2月14日に江戸の幕閣が提出を求められた起請文には、忠隣とその子との音信を禁じる項がある。起請文にはこれ以外にも家康・秀忠に従うこと、裁判では依怙贔屓を禁じること、政務では互いに心底を明らかにすること、家康・秀忠の発言は当人の許可がなければ他者に漏らさないこと等がある。
なお、本多正信・正純父子が、政敵である忠隣を追い落とすための策謀をめぐらせたとする見解が江戸時代からある。正純は岡本大八事件に部下が関与したことで政治的な地盤が揺らいでおり、忠隣を排斥することで足場を固めておきたかったとする。『徳川実紀』も本多父子による陰謀説を支持している。ただし、当時の史料でこの点に触れたものはなく、ただ細川忠興が書状で忠隣改易により、正信の権勢は以前の10倍になったと評している。正信は配流後の忠隣へ、小田原にいる忠隣の母と夫人の無事を伝える書状送っており、先述の起請文が出される原因となった忠隣と親しい者に該当する。また、大久保忠教も正信が忠隣に恩があることから両者のいさかいは作りごとと断じている。また、豊臣政権を一掃しようと考えていた家康が、西国大名と親しく、和平論を唱える可能性のあった忠隣を遠ざけたとする説もある。
忠隣の累代における武功が大きかったことから、大久保家の家督は嫡孫の忠職が継ぐことが許され、その養子で忠職の従弟・忠朝のときに小田原藩主として復帰を果たした。また、連座で謹慎していた次男の石川忠総は石川家成（養家の祖）の功労を考慮されて復帰を許され、大坂の陣で戦功を挙げたことから最終的に近江膳所藩主となり、子孫は伊勢亀山藩主となった。

## 人物・逸話
- 改易を言い渡されたのは慶長19年（1614年）1月19日で、忠隣はこのとき京都の藤堂高虎の屋敷で将棋を指していた。そこに前触れもなく、家康の上使として京都所司代・板倉勝重が現れたのを聞いて全てを悟り、「流人の身になっては将棋も楽しめぬ。この一局が終わるまでお待ちいただきたい」と告げると、勝重はそれを承知したという。また、忠隣の改易を知るや京都の市民が大慌てし、「洛中洛外、物騒がしかりしに、京童ども、忠隣罪蒙ると聞きて、すはや事の起こるぞとて資財雑具等ここかしこに持ち運び、以ての外に騒動す」と『藩翰譜』にある。
- 井伊直孝が、家康の死後に大久保忠隣の冤罪を将軍秀忠に嘆願しようと図ったところ、忠隣は家康に対する不忠になるとして、これを断ったとされる。
- 関ヶ原の戦いの後に、家康が重臣を集めて後継者に関する相談をしたときに、秀忠の兄の結城秀康や弟の松平忠吉の名前が挙がるなか、忠隣が秀忠を推薦した逸話が知られている（『台徳院殿御実記』）。
- 秀次事件の際、豊臣秀次が秀忠を人質にして家康に仲介してもらおうと画策した。しかし忠隣は秀次が送ってきた2度の使者を巧みに追い返し、その間に秀忠を伏見屋敷に避難させて難を逃れたという（『藩翰譜』）。
- 茶の湯を好み、古田織部に学んだ茶人でもあった（『茶人系譜』）。数寄屋や植え込みに工夫を凝らし、上方大名との接待に用いていた。また使者にも茶を出したうえ、馬も与えていた。このため忠隣は奥州より馬を大量に購入し、江戸・小田原に置いていた。正信はこれらの行為に異議を唱え、小田原からの転封を申し出るべきと助言したが、忠隣は自身が小田原を拝領するのは当然と答え、その発言が問題になったとある（『石川正西聞見集』）。

## 系譜
父母
- 大久保忠世（父）
- 近藤幸正の娘（母）

正室
- 石川家成の娘

子女
- 大久保忠常（長男）
- 石川忠総（次男）
- 大久保教隆（三男）
- 大久保幸信
- 石川成堯
- 大久保忠尚
- 大久保忠村
- 大久保貞義
- 依田康真室
- 久貝忠左衛門室
- 勝蔓寺教了室

養女
- 森川重俊室 ー 設楽貞清の娘
- 山口重信室 ー 石川康通の娘
- 春 ー 竹腰正信室